# Tour de France (Comic)
Tour de France (französischer Originaltitel Le Tour de Gaule) ist im französischen der fünfte und im deutschen der sechste Band der Asterix-Reihe. Er wurde von René Goscinny geschrieben und von Albert Uderzo gezeichnet. In ihm unternehmen die beiden Helden Asterix und Obelix eine Reise durch ganz Gallien mit dem Ziel, in verschiedenen bedeutenden Städten regionale Spezialitäten zu kaufen, um eine Wette gegen die Römer zu gewinnen. In Frankreich erschien er erstmals 1963 als Serie in der französischen Zeitschrift Pilote.

## Handlung
Der Sonderbeauftragte Lucius Nichtsalsverdrus stört die Legionäre im beschaulichen Lager Kleinbonum mit der Forderung auf, das Dorf der unbeugsamen Gallier anzugreifen. Nachdem dies wie üblich mit einer Niederlage für die Römer geendet hat, beschließt er, das Dorf stattdessen durch eine Palisade einzuschließen. Dadurch fühlen sich die Gallier herausgefordert und Asterix wettet mit Nichtsalsverdrus, trotz dieser Maßnahme eine Reise durch ganz Gallien unternehmen zu können. Von jeder Etappe will er eine Spezialität mitbringen und Nichtsalsverdrus nach seiner Rückkehr zu einem Festmahl einladen.
Durch einen Scheinangriff auf der Südseite des Dorfes lenken die Gallier die Römer ab, sodass Asterix und Obelix die Palisade auf der Nordseite durchbrechen und zur Tour de France aufbrechen können. Allerdings bemerken die Römer den Trick schnell und schicken einen reitenden Boten aus, um in ganz Gallien Alarm auszulösen und die beiden Reisenden abzufangen. Überrascht durch eine Patrouille, müssen Asterix und Obelix ihre erste Station Rotomagus (Rouen) verlassen, ohne eine Spezialität eingekauft zu haben. Während sie bereits in der Seine schwimmen, irren die Römer noch in der Stadt umher, da kein Einwohner ihnen eine klare Auskunft über den Verbleib der beiden Gallier gibt.
Auf dem Fluss erspähen Asterix und Obelix ein Kreuzfahrtschiff, auf dem der Römer Gaudeamus seinen Hochzeitstag mit Flavia feiern will. Die beschauliche Fahrt nach Lutetia (Paris) wird durch Obelix, der als „Außenborder“ das Segelschiff anschiebt, jäh beschleunigt. Das Verkehrschaos in dieser Stadt ist Asterix und Obelix schon von ihrem letzten Aufenthalt her bekannt. Ein pfiffiger Bürger löst im Hintergrund das Problem, indem er mit einem „Kleinwagen“ – einem Einspänner hinter einem Pony – durch das Gedränge kurvt, während Asterix und Obelix eine Metzgerei betreten, um Schinken zu kaufen. Vor dieser Metzgerei sitzt ein kleiner, weißer Hund, der von diesem Moment an nicht mehr von der Spur der beiden weicht, von den beiden Freunden jedoch nicht bemerkt wird.
Angesichts einer Patrouille der Römer eilen Asterix und Obelix zu einem Gebrauchtwagenhändler, von dem sie einen Wagen kaufen, der sich schon nach kurzer Fahrt als vollkommen unbrauchbar erweist. Zum Glück naht ein römischer Fahrer vom Abschleppdienst „Omnibus“, dessen Fahrzeug sie sich aneignen. So gelangen sie nach Camaracum (Cambrai), wo sie Backpfeifen kaufen. Nach einer Prügelei mit römischen Soldaten, durch die das Bonbongeschäft verwüstet wird, brechen sie in eiliger Fahrt Richtung Durocortorum (Reims) auf. Eine römische Straßensperre stellt kein Problem für sie dar, da sie kurz zuvor einen Pannenwagen samt seinem römischen Fahrer an ihr Abschleppfahrzeug angehängt haben. Später bricht Obelix kurzerhand die Kette durch, mit der dieser Wagen angehängt ist, da ihn das Geschrei des Römers stört, der über die rasende Fahrt empört ist.
Den auffälligen Abschleppwagen lassen sie in Durocortorum stehen und kaufen Schaumwein. Eine der vier Amphoren wird kurz nach dem Kauf zweckentfremdet, da Asterix mit dem Korken nach einem römischen Legionär schießt, der sie aufhalten will. Asterix, Obelix und der Hund reisen zu Fuß und querfeldein weiter. Mitten im Wald gelangen sie an ein Haus, in dem ein Landsmann ihnen gebratene Wildschweine serviert und dann dazu rät, erst einmal ein Verdauungsschläfchen zu machen. Unterdessen meldet der verräterische Heuchlerix den Römern den Aufenthaltsort der Gallier – doch nur Asterix wird verhaftet, da Obelix sich unterdessen auf die Jagd begeben hat. Asterix wird nach Divodurum (Metz) transportiert, wo ihn Obelix kurz darauf aus der Gefangenschaft befreit.
An einer Herberge steigen sie heimlich in einen Postwagen, der nach Lugdunum (Lyon) fährt. Den Fahrer lassen sie später gefesselt zurück und gehen zu Fuß in die Stadt. Schönfix, der Chef der Untergrundbewegung von Lugdunum, lockt die Römer ins Gassengewirr der Stadt und stattet Asterix und Obelix mit einem Wagen sowie einem Päckchen mit Würsten und Fleischklößen aus. Während Asterix und Obelix schon weiterfahren, muss Präfekt Unnutzus mitten in dem Labyrinth, in das man ihn gelockt hat, erfahren, dass ein Untergebener alle Steinchen, die Unnutzus vorsorglich gestreut hat, um wieder hinauszufinden, aufgesammelt hat, und bedenkt diesen mit heftigen Flüchen.
Kurz vor Nicae (Nizza) geraten Asterix und Obelix in einen Urlauberstau, doch schließlich erreichen sie die überlaufene Stadt und kaufen an der Promenade der Bretonen eine Amphore voll Salade niçoise. Wieder einmal werden sie dann von einer römischen Patrouille erspäht, fliehen über den überfüllten Strand und kapern ein Ruderboot, das sich ein Tourist gemietet hat. Mit diesem Boot gelangen sie nach Massilia (Marseille).
In der Schiffertaverne von Cäsar Kneipix, in der sie dort einkehren, wird ihnen eine Bouillabaisse zum Mitnehmen verkauft, der Wirt und seine Gäste halten zudem durch ein rasch inszeniertes Boulespiel auf der Straße die nächsten Römer auf, die Asterix und Obelix fangen wollen. Diese erreichen ihr nächstes Ziel Tolosa (Toulouse) nicht mehr am selben Tag, sondern legen sich, als es dunkel geworden ist, zum Schlafen nieder. Bei Tagesanbruch stellen sie fest, dass sie aus Versehen mitten in einem Römerlager genächtigt haben.
Um sich von den Römern nach Tolosa bringen zu lassen, ergeben sie sich nach der üblichen Keilerei. Nach mehreren vergeblichen Versuchen, die beiden in Ketten zu legen, transportieren die Römer die „gefangenen“ Gallier ungefesselt auf einem Wagen Richtung Tolosa. Asterix und Obelix überwältigen ihre Bewacher kurz vor dem Ort, kaufen in Tolosa Wurst und fahren dann mit dem römischen Wagen weiter. Nun werden in ganz Gallien Steckbriefe ausgehängt, die eine Belohnung von 50.000 Sesterzen für die Ergreifung der beiden Gallier versprechen.
In Aginum (Agen) werden Asterix und Obelix, inzwischen populär geworden, von jubelnden Massen begrüßt. Auch die Römer haben damit gerechnet, dass Asterix in Aginum Station machen werden, um Pflaumen zu kaufen. Der Verräter Odalix versucht Asterix und Obelix in seinem Gasthaus mit einem Schlafmittel unschädlich zu machen, doch bei Obelix zeigt dieses Mittel keine Wirkung und Asterix zwingt den Verräter, selbst von dem präparierten Wildschwein zu kosten, woraufhin er sofort umsinkt.
Um flotter voranzukommen, lassen Asterix und Obelix ihren Wagen zurück und reiten auf den beiden Pferden weiter. Obelix weigert sich zuzugeben, dass der Spezialitätensack zusammen mit ihm selbst zu schwer für sein Reittier ist, und erklärt dessen Zusammenbruch gegen Abend mit natürlicher Müdigkeit. Die Reisenden verbringen die Nacht am Straßenrand und müssen am nächsten Morgen feststellen, dass der Sack mit den Spezialitäten gestohlen worden ist. Sie bemerken kurz danach eine römische Patrouille, die die Diebe festgenommen hat. Zufällig passt die Beschreibung, unter der Asterix und Obelix bekannt sind – „ein Kleiner und ein dickes Monstrum mit einem Sack“ – auch auf die römischen Räuber Sinus und Cosinus. Diese werden von den Römern nach Burdigala (Bordeaux) gebracht und mitten auf einem Platz an den Pranger gestellt. Asterix und Obelix, die der Gruppe gefolgt sind, geben sich erst dort zu erkennen, woraufhin die Römer den Befehl erhalten, in Quinconceaufstellung – also angeordnet wie die fünf Punkte auf einem Würfel – die beiden zu ergreifen. Mit diesem Befehl wird in einer Fußnote der Name der „Place des Quinconces“ in Bordeaux erklärt. Asterix und Obelix entkommen und kaufen Weißwein und Austern. Im Hafen sehen sie ein Schiff aus Aremorica, das gerade eine Ladung Hinkelsteine gebracht hat, und lassen sich auf diesem Schiff in ihre Heimat zurückbringen. Unterwegs kommt es zu der obligatorischen Begegnung mit den Piraten.
Im Hafen von Gesocribate (Le Conquet) werden Asterix und Obelix in Säcken versteckt von Bord getragen, geben aber wegen eines Missverständnisses diese Tarnung direkt unter den Augen der Römer auf. Diese setzen sich allerdings diesmal selber außer Gefecht, indem sie einen Alarm auslösen, der zu so vielen widersprüchlichen Befehlen führt, dass Asterix und Obelix in all dem Chaos entkommen können. Zurückgekehrt in ihr Dorf laden sie Nichtsalsverdrus wie verabredet zu einem Bankett ein und zeigen ihm, was sie an Lebensmitteln mitgebracht haben. Als Spezialität des Dorfes erhält Nichtsalsverdrus, ehe er sich zum Essen niedersetzen kann, eine gewaltige Ohrfeige. Obelix bemerkt nun endlich das Hündchen, das ihm die ganze Zeit gefolgt ist, und die Gallier beenden das Abenteuer mit dem traditionellen Festmahl.

## Liste der Etappen und Spezialitäten
| #   | Etappe       | Heute      | Spezialität                             |
| --- | ------------ | ---------- | --------------------------------------- |
| 1.  | Rotamagus    | Rouen      | keine                                   |
| 2.  | Lutetia      | Paris      | Kochschinken (Jambon de Paris)          |
| 3.  | Camaracum    | Cambrai    | Bêtises de Cambrai (Pfefferminzbonbons) |
| 4.  | Durocortorum | Reims      | Champagner                              |
| 5.  | Divodurum    | Metz       | keine                                   |
| 6.  | Lugdunum     | Lyon       | Lyoner Würste und Fleischklöße          |
| 7.  | Nicae        | Nizza      | Nizzaer Salat (Salade niçoise)          |
| 8.  | Massilia     | Marseille  | Bouillabaisse (Fischsuppe)              |
| 9.  | Tolosa       | Toulouse   | Wurst                                   |
| 10. | Aginum       | Agen       | Pflaumen                                |
| 11. | Burdigala    | Bordeaux   | Austern und Weißwein (weißen Burdigala) |
| 12. | Gesoscribate | Le Conquet | keine                                   |

### Bezüge innerhalb der Reihe
Idefix, der Hund von Obelix, hat in Tour de France seinen ersten Auftritt, bleibt aber in dieser Geschichte noch namenlos. Er folgt den Protagonisten die ganze Zeit, wird aber erst am Ende der Geschichte von Obelix wahrgenommen.

### Moderne Bezüge
Das seit 1903 ausgetragene Radrennen Tour de France erlebte in den frühen 1960er Jahren eine besondere Popularität in Frankreich durch die Erfolge des französischen Radrennfahrers Jacques Anquetil. So erinnert der Routenplan von Asterix zu Beginn optisch an einen Tourenplan der Frankreichrundfahrt und die Einfahrt von Asterix und Obelix in die Stadt Aginum wird als Bergankunft inszeniert.

### Anspielung auf Personen
Cäsar Kneipix, der Wirt der Schiffertaverne, in der sie nun einkehren, ist samt seinen Gästen Marcel Pagnols Marseiller Trilogie entlehnt; Kneipix selbst ist eine Karikatur des Schauspielers Raimu in der Rolle des César; die Gäste sind den Schauspielern Fernand Charpin, Paul Dullac und Robert Vattier nachempfunden.

### Anachronismen
Es kommen diverse Anachronismen vor, wie der Begriff „Außenborder“, der Abschleppdienst, Urlaubermassen am Mittelmeer oder das Boulespiel der Pagnolfiguren.

## Comic und Historie
Wie bereits beschrieben, gibt es im Band einige Anachronismen. So wurde die Mauer um Rouen erst im 3. Jahrhundert erbaut. Nizza war zu der Zeit noch eine militärische Festung und außerdem war es zu der Zeit nur der oberen Gesellschaftsschicht vorbehalten, zu verreisen. Pflaumen waren in Europa schon seit der Antike bekannt, doch Agen wurde erst zur Zeit der Kreuzzüge zur Hauptstadt der Dörrpflaumen. Weißwein gab es erst zur Zeit der modernen Zeitrechnung, doch Austern verspeiste man schon seit der Jungsteinzeit, sodass diese durchaus in Bordeaux käuflich zu erwerben waren.

## Veröffentlichung
In Frankreich erschien er erstmals 1963 als Serie in der französischen Zeitschrift Pilote in den Ausgaben 172–213 und wurde 1965 als Album im Verlag Dargaud veröffentlicht. In der deutschen Übersetzung wurde die Geschichte vom Ehapa Verlag 1968 im Magazin MV-Comix (Hefte 23–31) erstmals abgedruckt und 1970 als 6. Band der Asterix-Reihe herausgebracht. 2002 wurde dieser Band neu aufgelegt und erhielt ein neues Titelbild.
Der Band erschien unter anderem auch auf Englisch, Spanisch, Türkisch sowie in den Mundarten Alemannisch, „Meefränggisch“ und 2016 auf Ruhrdeutsch als „Tour de Ruhr“!